# Hepatită D
Hepatita D sau Hepatita Delta este o boală acută infecțioasă sau cronică a ficatului cauzată de un virus de tip RNA. Acest virus hepatic nu poate să crească decât în asociere cu virusul hepatic B. Virusul delta poate să infecteze ficatul unei persoane concomitent cu infectarea cu virusul hepatitei B. Mai exact persoana va fi infectată de la început, direct cu virus B plus delta, fiind o formă mai agresivă decat celelalte forme de hepatită. Acest lucru este denumit de către medici coinfecție.

## Caracteristici generale
Ce este specific virusului hepatic delta este incapacitatea acestuia de a cauza o infecție singur, probabil datorită faptului că este o mică și incompletă particulă virală. Pentru a se dezvolta, virusul hepatic D are nevoie de acoperirea și protecția virusului hepatic B. Se consideră hepatită cronică cu virus D atunci când acesta persistă mai mult de 6 luni după infectare în sânge.

## Simptome
- Oboseală
- Letargie
- Anorexie
- Greață
- Dureri de cap
- Icter
- Scaun deschis la culoare
- Urină de culoare închisă
- Cuagulopatie
- Dificultăți de concentrare
- Tulburări de personalitate
- Insomnii

## Transmitere
Virusul hepatic D este transmis în același mod ca și virusul hepatic B, prin contactul cu sânge infectat, prin sex neprotejat și foarte frecvent de la mamă la copilul nou-născut.

## Diagnostic
Virusul hepatic D are o perioadă de incubație care variază între 3-7 săptămâni. În coinfecție, în general aceasta este perioada de incubație, dar, în suprainfecții, aceasta se micșorează la 3 săptămâni, pentru că virusul D se înmulțea mai ușor în prezența unui mediu propice: virușii B deja existenți.

## Legături externe
- en World Health Organization Fișa privind Hepatita D
- en Viralzone: Deltavirus

1. 1 2  Disease Ontology, accesat în 30 noiembrie 2020
2. ↑  Monarch Disease Ontology release 2018-06-29[*] Verificați valoarea |titlelink= (ajutor);